# MEDINA (Software)
MEDINA (kurz für Model EDitor Interactive for Numerical Simulation Analysis) ist ein universeller Pre-/Postprozessor für FEM-Simulationsrechnungen.
Die Entwicklung von MEDINA begann Anfang der 1990er Jahre bei der Daimler-Benz AG, wurde dann beim debis Systemhaus fortgesetzt und erfolgt ab 2001 durch T-Systems International GmbH. Seit 2024 wird die Software durch das Kube GmbH Ingenieurbüro. weiter entwickelt.
Der aktuelle Releasestand ist MEDINA 8.2.

## Aufbau und Schnittstellen
MEDINA wurde als universeller Pre-/Postprozessor konzipiert und entwickelt, der Funktionalitäten für die verschiedensten Aufgabengebiete der FEM-Simulation bietet und die meisten der gängigen CAD-Formate, Solver und Betriebssysteme unterstützt.
Die unterstützten 3D-Datenformate sind derzeit (MEDINA Rel. 8.2): CATIA, IGES, JT, SAT (ACIS), STEP, STL und VDA-FS.
Mit der 3D-Datenkonvertierungslösung COM/FOX der T-Systems können weitere Formate eingebunden werden.
Zu den unterstützten Solvern zählen derzeit (MEDINA Rel. 8.2) vor allem: ABAQUS, LS-DYNA, NASTRAN, PAMCRASH, PERMAS.
MEDINA kann derzeit auf den folgenden Betriebssystemen und Hardwarearchitekturen betrieben werden: Linux, Microsoft Windows, IBM / AIX, Hewlett Packard / HP-UX, Silicon Graphics / IRIX, SUN / SunOS.
Typischerweise wird MEDINA für die folgenden FEM-Aufgaben eingesetzt: Crashsimulationen, Betriebsfestigkeitsuntersuchungen (thermische und mechanische Belastungen), Schwingungs- und Geräuschuntersuchungen NVH (Noise Vibration Harshness), Untersuchungen zum Fußgänger- und Insassenschutz.
MEDINA besteht aus zwei Modulen: dem FEM-Preprozessor (MEDINA.Pre) und dem FEM-Postprozessor (MEDINA.Post).
Im Preprozessor werden alle notwendigen Schritte vorgenommen, um eine FEM-Rechnung starten zu können.
Hierzu gehören Funktionalitäten, wie:
- Importieren der Geometriedaten aus dem CAD-System
- Importieren der zugehörigen Meta-Daten aus dem CAD-System bzw. PDM-System
- Importieren von FEM-Modellen
- Nachbearbeiten der CAD-Geometrie
- Modellvernetzung
- Modellstrukturierung
- Definition der Materialparameter
- Definition der physikalischen Randbedingungen
- Definition der Lastfälle
- Erzeugen der spezifischen Eingabedateien (Input Deck genannt) für das jeweilige Berechnungsprogramm (Solver genannt)

Im Postprozessor erfolgen alle Schritte zur Aufbereitung der vom Solver berechneten Daten (auch oftmals Primärdaten genannt).
Hierzu gehören Funktionalitäten, wie:
- Berechnung abgeleiteter Größen (Sekundärdaten)
- Bildliche Darstellung der Ergebnisse (Graphiken, Animationen)
- Exportieren der Ergebnisdaten
- Erstellen von Reports

## Besonderheiten von MEDINA
MEDINA wurde in besonderen Maßen darauf ausgelegt, komplexe Simulationsrechnungen und die Bearbeitung großer FEM-Modelle, wie sie beispielsweise in der Automobilindustrie und der Luft- und Raumfahrt üblich sind, bedarfsgerecht und performant zu unterstützen.
Eine wesentliche Bedeutung kommt hierbei den sogenannten Partsstrukturen und Konnektorelementen zu.
Partsstrukturen ermöglichen es, die im CAD-/PDM-System verwendeten Produktstrukturen exakt im FEM-Modell abzubilden.
Die Konnektorelemente dienen zur generischen Modellierung sowie solver- und kundenspezifische Ausgestaltung der meisten gebräuchlichen Verbindungstechniken (wie Verschweißungen, Verschraubungen, Verklebungen).
Im Prozessschritt der sogenannten Assemblierung werden die FEM-Komponenten (Partsstrukturen und Verbindungselemente) zu einem komplexen FEM-Gesamtmodell zusammengesetzt.
Anhand dieses FEM-Gesamtmodells lässt sich das physikalische Verhalten komplexer Produkte, wie bspw. Automobile oder Flugzeuge, untersuchen.
Mithilfe von Protokollen und Skripten lassen sich einzelne Prozessschritte und ganze Prozessketten des Pre- und Postprocessings automatisieren. Über sogenannte dynamische Kommandos ist es möglich, die Standardfunktionalitäten um kundenspezifische Erweiterungen
auszubauen.

## Zielgruppen/Anwender
Aufgrund der Entwicklungshistorie von MEDINA sowie der vorhandenen Funktionalitäten zur Bearbeitung sehr großer Modelle ist MEDINA vor allem in der Automobilindustrie weit verbreitet. Zu den weiteren Nutzergruppen zählen die Bereiche Luft- und Raumfahrt, die Fertigungsindustrie, Ingenieurbüros und Universitäten.